# Nicolas Bro
Nicolas Bro, född 16 mars 1972 i Köpenhamn, är en dansk skådespelare och dramatiker.
Han är son till skådespelarna Helle Hertz och Christoffer Bro. Han är gift med teaterrekvisitorn Theresa Stougaard Bro och är bror till skådespelarna Anders Peter Bro och Laura Bro.

## Karriär
Nicolas Bro utbildades vid Statens Teaterskole under 1998 och fick sin första stora roll som den utvecklingsstörde och sexgalne Otto i tv-serien Rejseholdet. Hans talang för att spela svåra karaktärer märks i hans filmkarriär, där han har haft många betydande biroller i danska filmer som De grønne slagtere, Rembrandt och Adams æbler. Hans första huvudroll i en film var rollen som Anker i Jannik Johansens psykologiska thriller Mørke (2005). Under 2006 tog han emot en Bodil for bästa manliga biroll för sin roll i filmen Voksne mennesker. Under 2005-06 kunde han ses på tv i en serie av reklamfilmer för Stora Bältbron tillsammans med Mads Mikkelsen. Nicolas Bro mottog en Bodil för bästa manliga huvudroll år 2007 för rollen i filmen Offscreen.
Nicolas Bro var under en period anställd på Det Kongelige Teater och har haft flera teaterroller i bland andra Aveny-T, Kaleidoskop, Grønnegårdsteatret och på Mungo Park. Som dramatiker har Nicolas Bro bland annat skrivit styckena Natsværmerne och Guddommeliggørelsen af den laveste fællesnævner till Mammutteatret och Himmelstormerne till Østre Gasværk Teater.
Han spelade Hamlet i den första föreställningen i det nya skådespelarhuset (2008) och fick utmärkta recensioner samt Årets Reumert för sin prestation. Samma år medverkade Nicolas Bro i "Zulu Awards" på TV 2 Zulu.
Nicolas Bros skådespel finns arkiverat i Dramatisk Bibliotek på Det Kongelige Bibliotek.

## Filmografi i urval
- En kærlighedshistorie (2001) i rollen som John
- Monas Verden (2001) i rollen som filmklippare
- Små Ulykker (2002) i rollen som portör
- De gröna slaktarna (2003) i rollen som Hus Hans
- Regel nr. 1 (2003) i rollen som Palle
- Rembrandt (2003) i rollen som Jimmy
- Reconstruction (2003) i rollen som Leo Sand
- Baby (2003) i rollen som spritter
- Den gode strømer (2004) i rollen som Mulle
- Kongekabale (2004) i rollen som journalisten Henrik Moll
- Af banen! (2005) i rollen som Asger
- Mørke (2005) i rollen som Anker
- Adams äpplen (2005) i rollen som alkoholisten Gunnar
- Dark Horse (2005) i rollen som Morfar
- Offscreen (2006) i rollen som sig själv
- Der var engang en dreng (2006) i rollen som Alf
- Utanför kärleken (2007)
- Den Sorte Madonna (2007) i rollen som Brian
- Hvid nat (2007) i rollen som Bertel som var Ulrichs bror
- Brottet II (2009) i rollen som justitieminister Thomas Buch
- Over gaden under vandet (2009) i rollen som Ask
- War Horse (2011)
- Nymphomaniac (2013) i rollen som F
- Spies & Glistrup (2013)
- Bron (2015) (TV-serie)
- DNA (2019) (TV-serie)
- Tunn is (2020) (TV-serie)
- Den siste vikingen (2025)

## Priser och utmärkelser
- Allenpriset,  2000[1]
- Teaterpokalen,  2006[2]
- Bodilpriset för bästa manliga biroll, för Dark Horse,  2006[3]
- Riddare av Dannebrogorden,  3 december 2006[4]
- Bodilpriset för bästa manliga huvudroll, för Offscreen,  2007[5]
- Reumert för årets manliga huvudroll,  2007[6]
- Robert för bästa manliga biroll, för Spies & Glistrup,  2014[7]
- Robert för bästa manliga biroll, för Män & höns,  2016[8]
- Robert för bästa manliga biroll, för Mr. Freeman,  2025[9]

[Redigera Wikidata]